# Agalenocosa pickeli
Agalenocosa pickeli là một loài nhện trong họ Lycosidae.
Loài này thuộc chi Agalenocosa. Agalenocosa pickeli được Cândido Firmino de Mello-Leitão miêu tả năm 1937.